# یلنا خلوپتسوا
یلنا خلوپتسوا (انگلیسی: Yelena Khloptseva؛ زادهٔ ۲۱ مهٔ ۱۹۶۰) قایقران روئینگ بلاروسی‌تبار اهل شوروی بود.
وی در مسابقات کشوری و بین‌المللی در مجموع برندهٔ ۴ مدال طلا، ۲ مدال نقره، ۲ مدال برنز شده‌است.